# Storfyrstendømmet Vladimir-Suzdal
Fyrstendømmet Vladimir-Suzdal (russisk: Влади́миро-Су́здальское кня́жество), var et stort russisk fyrstendømme (1157–1331), der efterfulgte Kijevriget som den mest magtfulde østslaviske stat i slutningen af 1100-tallet og eksisterede indtil slutningen af 1331. Traditionelt opfattes staten som vugge for det russiske sprog og nationalitet.[kilde mangler] Fyrstendømmet Vladimir-Suzdal udviklede sig gradvist til Storfyrstedømmet Moskva.

## Oprindelse
Fyrstendømmet omfattede et stort territorium i den nordøstlige del af Kijevriget, omtrentlig afgrænset af floderne Volga, Oka og Nordlige Dvina. I 1000-tallet var den lokale hovedstad Rostov den store, og de vigtigste byer var Suzdal, Jaroslavl og Belozersk.
Da Vladimir Monomakh havde sikret sine rettigheder til fyrstendømmet i 1093, flyttede han hovedstaden fra Rostov til Suzdal. Femten år senere grundlagde han byen Vladimir ved floden Kljasma, 30 km syd for Suzdal. Hans søn, Jurij Dolgorukij, flyttede fyrstesædet til Vladimir i 1157. Bojarerne i Rostov og Suzdal var imidlertid uvillige til at afstå suverænitet, og en kort borgerkrig fulgte.
I midten af 1100-tallet, da Kijevrigets sydlige landområder blev systematisk plyndret af tyrkiske nomader, begyndte befolkningen at fortrække nord på. I det tidligere skovområde Zalesje blev der etableret mange nye bosættelser. Grundlæggelsen af Pereslavl, Kostroma, Dmitrov, Moskva, Jurev-Polskij, Uglitj og Tver er i krøniker og folkelige overleveringer tilegnet til Jurij, hvis tilnavn, "den langarmede", hentyder til hans færdighed i at manipulere politikken i forhold til det fjerne Kijev.

## Storhedstid
Det er Jurijs søn Andrej Bogoljubskij, som bør krediteres for at løfte Vladimir til toppen af sin politiske magt. Andrej var en særdeles dygtig hersker, som behandlede de gamle magtcentre, som Kijev, med foragt. Efter at have nedbrændt Kijev i 1169 nægtede han at modtage Kijevs trone, og fik sin yngre broder kronet der i stedet. Hans hovedstad Vladimir optog ham langt mere, og han gav byen stenkirker og klostre. Andrej blev dræbt af bojarer i sin residens i Bogoljubovo i 1174.
Efter en kort mellemperiode sikrede Andrejs bror Vsevolod 3. sig tronen. Han fortsatte størsteparten af sin broders politik, og overvandt igen Kijev i 1203. Vsevolods vigtigste fjender var imidlertid det sydlige fyrstendømme Rjazan, som lod til at opildne til uenighed i fyrstefamilien, og den mægtige tyrkiske stat Volgabulgarien, som grænsede til Vladimir-Suzdal mod øst. Efter flere militære felttog blev Rjazan brændt ned til grunden, og bulgarerne tvunget til at betale skatter.
Vsevolods død i 1212 forårsagede en alvorlig dynastisk konflikt. Hans ældste søn, Konstantin skaffede sig støtte fra de mægtige bojarer i Rostov og Mstislav den modige af Kijev, og fordrev den retmæssige arving, hans broder Jurij 2., fra Vladimir til Rostov. Blot seks år senere, efter Konstantins død, kunne Jurij vende tilbage til hovedstaden. Jurij viste sig at være en dygtig hersker, som endelig besejrede volgabulgarerne og indsatte sin bror Jaroslav i Novgorod. Hans regeringstid endte imidlertid i en katastrofe, da de mongolske horder under Batu Khan indtog og afbrændte Vladimir i 1238. De fortsatte derefter med at ødelægge andre større byer i Vladimir-Suzdal under Mongolernes invasion af Rus'-fyrstendømmerne.

## Efter den mongolske invasion
Hverken Vladimir eller nogen af de ældre byer formåede at rejse sig efter den mongolske invasion. Storfyrstendømmet opløstes i elleve små fyrstendømmer: Moskva, Tver, Pereslavl, Rostov, Jaroslavl, Uglitj, Belozersk, Kostroma, Nizjnij Novgorod, Starodub ved Kljasma og Jurev-Polskij. Alle anerkendte nominelt overhøjheden hos storfyrsten af Vladimir, der var udnævnt af storkhanen. Selv den populære Alexander Nevskij af Pereslavl måtte drage til khanens hovedstad i Karakorum for at blive indsat som storfyrste af Vladimir.
Ved slutningen af århundredet var der blot tre byer, Moskva, Tver og Nizjnij Novgorod, som fortsat kæmpede om storfyrstetitlen. Men når de blev indsat som storfyrster af Vladimir, brød de sig ikke om at forlade deres hovedstæder og bosætte sig fast i Vladimir. Da metropolitten Peter af Kijev over Kijev og Hele Rus flyttede sit sæde fra Vladimir til Moskva i 1321, var det klart, at Storfyrstendømmet Moskva i praksis havde efterfulgt Vladimir som det vigtigste magtcenter i det nordøstlige Rus.

## Storfyrster af Vladimir-Suzdal
- 1168 – 1174 Andrej Bogoljubskij (Andrej Jurevitj Bogoljubskij), første storfyrste af Vladimir, søn af Jurij Dolgorukij
- 1174 – 1176 Mikhail af Vladimir (Mikhail Jurevitj), søn af Jurij Dolgorukij
- 1176 – 1212 Vsevolod 3. (Vsevolod Jurevitj), ellevte søn af Jurij Dolgorukij
- 1212 – 1216 Jurij 2. af Vladimir (Jurij Vsevolodovitj), tredje søn af Vsevolod 3.
- 1216 – 1218 Konstantin af Rostov (Konstantin Vsevolodovitj), ældste søn af Vsevolod 3.
- 1218 – 1238 Jurij 2. af Vladimir (Jurij Vsevolodovitj), genindsat
- 1238 – 1246 Jaroslav 2. af Vladimir (Jaroslav Vsevolodovitj), fjerde søn af Vsevolod 3.
- 1246 – 1249 Svjatoslav 3. af Vladimir (Svjatoslav Vsevolodovitj), sjette søn af Vsevolod 3.
- 1249 – 1252 Andrej 2. af Vladimir (Andrej Jaroslavitj), tredje søn af Jaroslav 2. af Vladimir
- 1252 – 1263 Alexander Nevskij (Aleksandr Jaroslavitj Nevskij), fjerde søn af Jaroslav 2. af Vladimir
- 1264 – 1271 Jaroslav 3. af Tver (Jaroslav Jaroslavitj), søn af Jaroslav 2. af Vladimir
- 1272 – 1277 Vasilij af Vladimir (Vasilij Jaroslavitj), yngste søn af Jaroslav 2. af Vladimir
- 1277 – 1294 Dmitrij af Perejaslavl (Dmitrij Aleksandrovitj), anden søn af Alexander Nevskij
- 1294 – 1304 Andrej af Gorodetsk (Andrej Aleksandrovitj), søn af Alexander Nevskij
- 1304 – 1318 Mikhail af Tver (Mikhail Jaroslavitj), anden søn af Jaroslav 3. af Tver
- 1318 – 1322 Jurij af Moskva (Jurij Danilovitj), ældste søn af Daniel af Moskva
- 1322 – 1326 Dmitrij af Tver (Dmitrij Mikhailovitj) ("Dimitrij frygtsomme øjne"), søn af Mikhail af Tver
- 1326 – 1327 Aleksandr af Tver (Aleksandr Mikhailovitj), anden søn af Mikhail af Tver
- 1328 – 1341 Ivan 1. af Moskva (Ivan Danilovitj Kalita) ("Ivan pengesæk") søn af Daniel af Moskva
- 1341 – 1353 Simeon af Moskva (Simeon Ivanovitj) ("Simeon den stolte") søn af Ivan 1. af Moskva
- 1353 – 1359 Ivan 2. af Moskva (Ivan Ivanovitj) ("Ivan den smukke") søn af Ivan 1. af Moskva
- 1359 – 1362 Dmitrij af Suzdal (Dmitrij Konstantinovitj) ("Dimitrij den en øjede"), søn af Konstantin 5. af Suzdal
- 1363 – 1389 Dmitrij Donskoj (Dmitrij Ivanovitj Donskoj) søn af Ivan Ivanovitj